# Герфельге (футбольний клуб)
Футбольний клуб «Герфельге 1921» (дан. Herfølge Boldklub 1921) — данський футбольний клуб з однойменного міста, заснований у 1921 році. Виступає в Регіональній лізі. Домашні матчі приймає на однойменному стадіоні, місткістю 8 000 глядачів.

## Досягнення
- Суперліга
  - Чемпіон (1): 2000.